# Nollenbach (Üßbach)
Der Nollenbach ist ein linker Zufluss des Üßbachs im Einzugsgebiet von Alf, Mosel und Rhein.
Er hat eine Länge von 6,918 km, ein Wassereinzugsgebiet von 11,126 km² und die Gewässerkennziffer 268434.

## Geographie

### Verlauf
Der Bach entspringt als Ulmener Bach auf etwa 438 m üb. NHN (Lage) auf der Gemarkung der Stadt Ulmen (Eifel) im rheinland-pfälzischen Landkreis Cochem-Zell und fließt in den Jungferweiher.
Von dort gelangt er über den Römerstollen (ca. 130 m Länge) zum Ulmener Maar.
Über einen weiteren Stollen (ca. 190 m Länge) unterquert er die Burgruine Ulmen, fließt durch die Stadt Ulmen und weiter in südlicher Richtung zur Auderather Mühle.
Er bildet dann die Gemarkungsgrenze zwischen Ulmen und Filz und mündet auf etwa 354 m üb. NHN (Lage) in den Üßbach.
Der Römerstollen zwischen Jungferweiher und Ulmener Maar unterquert die Bundesautobahn 48 und wurde im April 2023 touristisch erschlossen.

### Zuflüsse
Im Jungferweiher mündet von links der NSG-Zufluss (1,6 km).
Südlich von Ulmen münden von links der Bach vom Antoniuskreuz (1 km), der Walberbüschbach (0,9 km) und der Laubach (1,6 km), von rechts mündet der Feuchtewiesenbach/Pfaffenseifen (0,8 km).
Weitere linke Zuflüsse sind der Bach zur Auderathermühle (0,5 km) und der Graben nach der Brücke (0,6 km).